# Anders Forshell
Sten Anders Forshell, född 11 mars 1895 i Göteborgs domkyrkoförsamling, död 22 juni 1964 i Täby församling, Stockholms län, var kommendörkapten och svensk marinattaché i Berlin (1938–1942), under andra världskriget. 

## Biografi
Forshell blev fänrik vid flottan 1917, kapten 1930, kommendörkapten av andra graden 1939 och av första graden 1942 samt kommendör 1945. Han gick Kungliga Sjökrigshögskolans fortsättningskurs 1923–1924, var lärare vid Kungliga Sjökrigsskolan 1932–1935, marinattaché i Berlin 1938–1942, chef för pansarskeppet Drottning Victoria 1943–1945, chef för sjökrigsskoleavdelningen 1948, insp. för minväsendet 1945–1950 samt chef för marinförvaltningens vapenavdelning 1950–1955.
Forshell var ordförande i marinens museikommitté 1950–1955 och expert vid internationella domstolen i Haag 1948–1949. Han blev ledamot av Örlogsmannasällskapet 1947.
Forshell förespråkade 1941 ett svenskt deltagande i det tysk-finska anfallskriget mot Sovjetunionen. I samband med den tyska invasionen av Sovjetunionen - Operation Barbarossa - rapporterade Forshell till Stockholm:
"Om detta nya krig kommer att tillsammans med Finland av Tyskland att föras till ett segerrikt slut, vilket jag personligen anser bliva fallet inom kort tid, utan att svensk insats i någon form göres för att medverka till vår arvfiendes likviderande - då är det också slut med Sveriges militära framtid."

## Privatliv
Anders Forshell var  son till direktören Viktor Forshell och Ingeborg Mellgren. Han var från 1920 till sin död gift med Birgit Blidberg (1898–1990), dotter till direktören Carl Blidberg och Elin Bredberg. Makarna Forshell är begravda på Galärvarvskyrkogården i Stockholm.

## Utmärkelser
- Kommendör av första klass av Svärdsorden, 10 november 1951.[5]